# Heinkel He 112
El Heinkel He 112 fue un avión de caza diseñado por los hermanos Walter y Siegfried Günter y producido por la compañía Heinkel Flugzeugwerke AG. Fue uno de los cuatro diseños presentados para competir por un contrato de un avión de caza para la Luftwaffe en 1933; competición que finalmente fue conseguida por el Messerschmitt Bf 109. Aunque la Luftwaffe utilizó un pequeño número de ellos durante un corto período, no fue aceptado en servicio. Sin embargo, algunas unidades fueron exportados a otros países; en total fueron fabricados menos de 100 aparatos.

## Diseño y desarrollo
A principios de los años treinta, el Ministerio del Aire alemán (Reichsluftfahrtministerium, RLM) comenzó a realizar pedidos de nuevos aviones, que inicialmente fueron aviones utilitarios y de entrenamiento. Heinkel, una de las empresas con mayor experiencia en el país, recibió contratos para aviones biplaza, incluyendo el Heinkel He 45, Heinkel He 46 y el Heinkel He 50. La compañía también trabajó en el diseño de un caza monoplaza, que culminó en el Heinkel He 49, y más tarde en el mejorado Heinkel He 51. Cuando el He 51 fue probado en combate en la guerra civil española, se demostró que la velocidad (de la que adolecía) era mucho más importante que la maniobrabilidad de este aparato. La Luftwaffe tomó nota de esta lección y comenzó una serie de proyectos de diseño para conseguir aviones más modernos. Uno de esos proyectos, el llamado Rüstungsflugzeug IV, estaba previsto para ser un Verfolgungs-Jagdeinsitzer, caza monoplaza de combate diurno con una velocidad máxima de 400 km/h a 6000 m, velocidad que debía mantener durante 20 minutos. También era necesario que estuviese armado con por lo menos tres ametralladoras con 1000 dpa, o un cañón de 20 mm con 200 proyectiles. La especificación requería que la carga alar debía estar por debajo de 100 kg/m², una forma de definir la capacidad de la aeronave para girar y trepar. Las prioridades para el avión fueron velocidad horizontal, velocidad de trepada y, a continuación, maniobrabilidad, en ese orden.
En octubre de 1933, el Reichsluftfahrminister (Ministro de Aviación del Reich) Hermann Göring envió un memorándum solicitando a las compañías aeronáuticas que considerasen el diseño de un Blitzschnelles Kurierflugzeug ("avión correo de alta velocidad"); una solicitud finamente velada de un nuevo avión de caza. En mayo de 1934, esta petición se hizo oficial y el Technisches Amt (oficina técnica) envió la solicitud de un interceptor monoplaza para el papel del Rüstungsflugzeug IV, esta vez bajo el pretexto de un "avión deportivo". La especificación para un nuevo y moderno avión de combate que pudiera alcanzar velocidades de 400 km/h (250 mph) a una altitud de 4000 m fue enviada primero a los más experimentados diseñadores y constructores de aviones de caza, Ernst Heinkel Flugzeugwerke AG, Arado Flugzeugwerke y Focke-Wulf Flugzeugbau AG. Más tarde fue enviada a la recién creada Bayerische Flugzeugwerke (BFW), ya que les llamó la atención el avanzado diseño de su monoplano deportivo Bf 108 Taifun. A cada empresa se le solicitó construir tres prototipos para las pruebas de evaluación. En la primavera de 1935, tanto los aviones de Focke-Wulf (Focke-Wulf Fw 159) como los de Arado (Arado Ar 80) estaban listos, los de BFW llegaron en marzo y los He 112 en abril.
El diseño de Heinkel fue creado principalmente por los hermanos gemelos Siegfried y Walter Günter, cuyos diseños dominaran la mayor parte de trabajo de la firma Heinkel. Comenzaron a trabajar en el Projekt 1015 a finales de 1933 bajo el disfraz de una aeronave postal, propulsada por el motor radial BMW XV. El trabajo ya estaba en marcha cuando llegó la solicitud oficial el 2 de mayo, y el 5 de mayo el diseño se denominó He 112.
La principal fuente de inspiración para el He 112 fue un diseño anterior, el Heinkel He 70 Blitz (relámpago). El Blitz fue una versión monomotor para cuatro pasajeros diseñada originalmente para su uso por Deutsche Luft Hansa, y a su vez fue inspirado por el famoso avión de correos y pasajeros monomotor estadounidense Lockheed Model 9 Orion. Como muchos diseños civiles de la época, el avión fue utilizado para usos militares y usado como bombardero biplaza (aunque la mayoría lo fue en tareas de reconocimiento y comunicaciones), y sirvió en este papel en España. El Blitz introdujo una serie de nuevas técnicas de construcción por la compañía Heinkel; fue su primer monoplano de ala baja, perfil semielíptico y gaviota invertida, así como con tren de aterrizaje retráctil; también su primer avión de construcción totalmente metálica, usando las entonces más avanzadas técnicas de construcción, que se plasmarían en proyectos posteriores de Heinkel. El Blitz casi podía satisfacer por sí mismo los nuevos requisitos para el avión de caza, por lo que no es sorprendente que los Günter optasen por desarrollar el diseño existente tanto como fue posible.
En muchos detalles, el He 112 resultante era un Blitz a escala reducida construido totalmente en metal con fuselaje monocasco unido con remaches empotrados. El tren de aterrizaje se retraía hacia afuera desde el punto más bajo del ala tipo "gaviota invertida", con lo que su amplio ancho de vía resultó excelente para su desempeño en tierra. Su única característica anticuada era la cabina abierta con reposacabezas, que a partir de ahí se prolongaba hacia la cola con un dorso "afilado", lo que daba una visión excelente y hacía que los pilotos entrenados en biplanos se sintieran más cómodos.

### Prototipos
Versuchs 1 (V1)

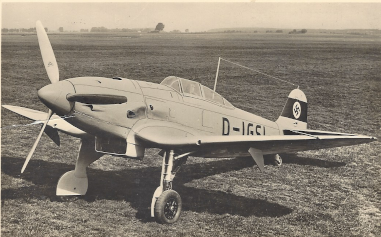
Prototipo V9 D-IGSI.

El primer prototipo He 112 V1 (D-IADO) fue completado el 1 de septiembre de 1935, pero como el planeado motor Junkers Jumo 210 no estaba disponible, fue equipado con un motor Rolls-Royce Kestrel Mk IIS de 518 kW (695 hp) importado. Los vuelos de pruebas iniciales en la fábrica revelaron que la resistencia aerodinámica era mayor de la prevista y que el avión no iba a ser tan rápido como originalmente se había previsto. El V1 fue enviado en diciembre para ser probado por el Reichsluftfahrtministerium (RLM) en Travemünde. Durante las pruebas de vuelo, la velocidad máxima alcanzada fue de 466 km/h.
Versuchs 2 (V2)
El prototipo V2 (D-IHGE) estaba propulsado por un motor refrigerado por líquido, fue completado el 16 de noviembre, estaba propulsado por un motor Junkers Jumo 210C de 477 kW (640 hp) y una hélice tripala y de paso variable, pero por lo demás era idéntico al V1. Mientras tanto, los datos de los vuelos de fábrica del V1 fueron estudiados para descubrir de dónde venía la resistencia inesperada. Los hermanos Günter identificaron el ala grande y gruesa como la principal culpable y diseñaron un ala de menor envergadura y más delgada completamente nueva, con una planta elíptica. El V2 tenía sus alas recortadas 1,01 m para poder competir con el Bf 109. Sin embargo, la reducción de envergadura hizo que la carga alar superara la cifra de 100 kg/m². Pese a todo, el diseño siguió adelante, ya que el Bf 109 también estaba por encima del límite fijado, por lo que los técnicos de Heinkel no lo vieron como un problema, y el V2 fue enviado para sus pruebas.
El prototipo V2 llegó al centro de pruebas de Travemünde a principios de 1936. En febrero del mismo año, los prototipos V1 y V2 se trasladaron al centro de pruebas de Rechlin. A principios de marzo se realizaron una serie de pruebas de picado. En uno de estas, el V2 resultó seriamente dañado, por fortuna el piloto sobrevivió al choque. Después de algunas semanas de reparaciones, el avión se volvió a utilizar; pero en otro accidente de aterrizaje resultó completamente destruido y catalogado como irreparable. Una vez más, el piloto de pruebas logró escapar sin sufrir lesiones. Este accidente, si bien no impidió la participación de Heinkel en la nueva competencia de cazas, ciertamente afectó la opinión de la comisión sobre el He 112, al menos hasta cierto punto.
Versuchs 3 (V3)
El último de los prototipos destinados a la competición el V3 (D-IDMO) estuvo en el aire en enero. Se apreciaban pequeños cambios, como un radiador, la columna vertebral del fuselaje y el estabilizador vertical más grandes, pero, en gran medida, era el mismo con la modificación del ala implementada en el V2. Otros cambios incluían las salidas de escape, que se unían en un solo tubo colector, así como modificaciones para permitir instalar tres (o dos, según la fuente) ametralladoras MG 17 de 7,92 mm en el capó del motor. Se esperaba se uniese al V2 en las pruebas en Rechlin, pero en su lugar fue asignado a Heinkel a principios de 1937 y transferido a la base de Peenemünde para realizar pruebas con propulsión por cohete. Durante una prueba, el cohete estalló y el avión resultó destruido, pero en un esfuerzo increíble, el V3 fue reconstruido con varios cambios, incluyendo una cabina cerrada con cubierta deslizante.

## Historia operacional

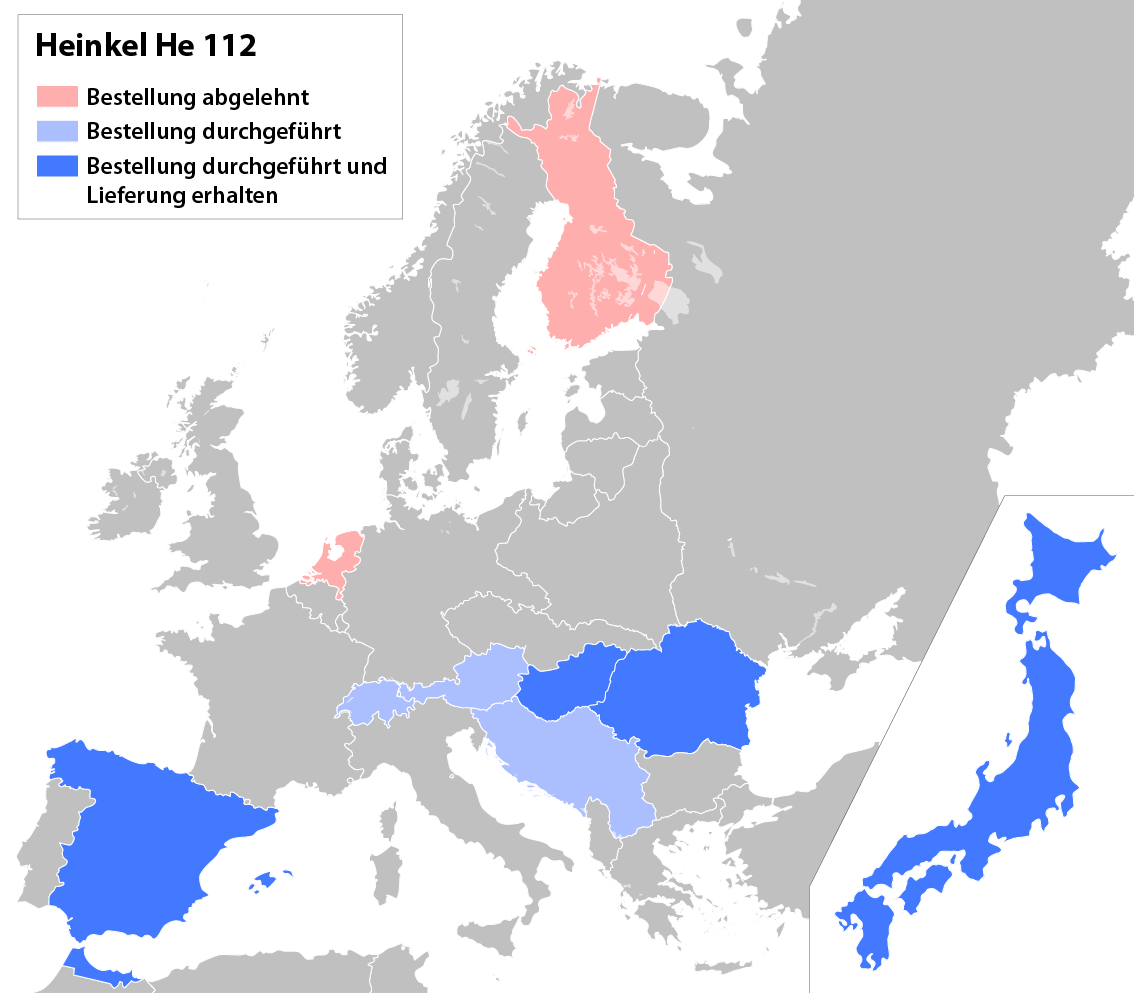
Pedidos y entregas del Heinkel He 112
Rosa: pedidos rechazados
Celeste: Pedidos aceptados
Azul: Pedidos aceptados y entregados

Se permitió exportar el He 112 al extranjero si había clientes interesados; este permiso se hizo oficial a finales de enero de 1938. Las fuerzas aéreas como las de Austria, España, Finlandia, Holanda, Rumania, Suiza, Turquía, Yugoslavia y Japón mostraron interés, pero solo algunas lograron adquirir este modelo.

### Legión Cóndor
Cuando estaba claro que el He 112 había perdido el concurso contra el Bf 109, Heinkel ofreció rearmar el avión V6 con un cañón MG C/30L de 20 mm colocado en la línea central del motor, como avión experimental para pruebas adicionales en condiciones reales de combate. Fue enviado a España el 9 de diciembre, donde fue asignado al Versuchsjagdgruppe 88, grupo dentro de la Legión Cóndor dedicado a los ensayos con nuevos aviones, y donde se unió a tres ejemplares Versuchs (V) de Bf 109 que también estaban siendo probados. En España, se utilizó principalmente como avión de ataque táctico. Uno de sus mayores éxitos ocurrió durante un ataque a la estación de ferrocarril de Seseña, controlada por los republicanos. El piloto, oberleutnant Wilhelm Balthasar, realizó tres pasadas de ataque en las que logró destruir un vehículo blindado y un tanque; este avión se perdería en un accidente de aterrizaje ocurrido en julio de 1937. Durante 1938 se enviarán a España dos prototipos más, los V8 y V9, propulsados por motores Junkers Jumo 210C y Daimler-Benz DB 600A respectivamente. El V8 sufrió graves daños durante las pruebas iniciales y pasó unos cuatro meses en reparaciones. El V9 tuvo una mejor vida útil, ya que se utilizó en una serie de ataques terrestres. Ambos aviones fueron devueltos a Alemania a finales de 1938.

### Alemania

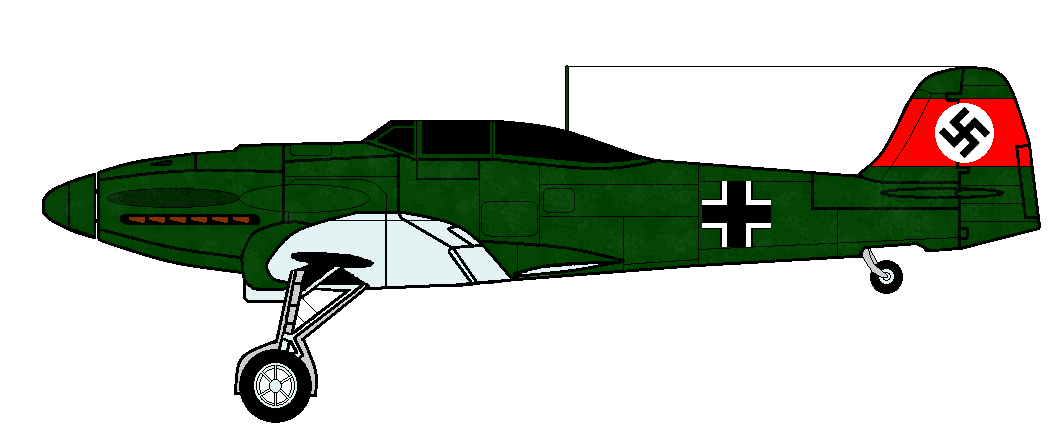
Perfil del He 112B de la Luftwaffe durante la Crisis de los Sudetes.

El He 112B sirvió brevemente en la Luftwaffe; durante la Crisis de los Sudetes de 1938, se decidió incautar una docena de estos modelos, que estaban en producción para su exportación, y que quedaron integrados en los escuadrones IV/JG 132 y I/JG 331; finalizada esta, los aviones fueron finalmente devueltos a Heinkel.

### Japón
A finales de 1937, una delegación japonesa firmó un contrato con Heinkel para la compra de 30 He 112. Si resultaban satisfactorios, se realizaría un pedido adicional de 100. Este pedido incluía dos He 112A-0, seis B-0 y 21 B-1 y los prototipos V11 y He 112C. Según el autor Bernad Dénes, después de una serie de pruebas, los japoneses no quedaron impresionados con el He 112 y no lo aceptaron para el servicio.
Sin embargo, según J.R. Smith y Antony L. Kay, los japoneses tenían interés en comprar 30 He 112B-0 (designados Heinkel A7He1), y el primer grupo de 12 aviones llegó a Japón en 1938, mientras que los 18 restantes llegarían poco después. La Crisis de los Sudetes cambió los planes; la Luftwaffe se estaba preparando para una posible guerra con Checoslovaquia y se necesitaba contar con todos los aviones posibles; por lo que un número desconocido de He 112B, tomados de la orden de compra japonesa, fue requisado y puesto en servicio temporalmente. Una vez superada la crisis, Heinkel ofreció enviar los aviones retrasados, pero la oferta fue rechazada. Al parecer, los japoneses estaban decepcionados con el desempeño del He 112B-0; la evaluación realizada por la Armada Imperial japonesa concluyó que, aunque era 65 km/h más rápido que el Mitsubishi A5M, era menos maniobrable. Como este era el factor dominante en la doctrina de los cazas japoneses en ese momento, no se recomendó usarlo como caza principal de la Armada y decidieron cancelar la compra. Las fuentes también discrepan sobre si el He 112 en servicio japonés alguna vez entró en acción.

### Rumania

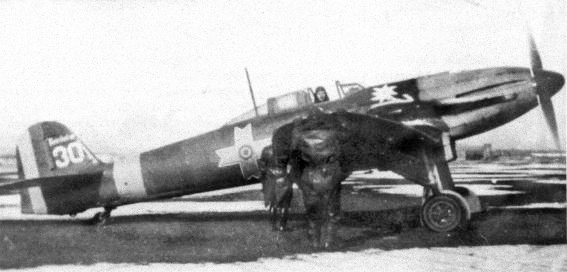
He 112 con librea rumana en el aeropuerto de Focsani a finales de 1942. El avión se utilizó en ese momento para vuelos de entrenamiento.

En abril de 1939, a las Reales Fuerzas Aéreas rumanas se les ofreció el Bf 109 tan pronto como la producción cumpliera con las demandas alemanas. Mientras tanto, podría hacerse cargo de 24 He 112B que ya estaban construidos. Las FARR aprovecharon la oportunidad y más tarde aumentó el pedido a 30 aviones.
A finales de abril, un grupo de pilotos rumanos llegó a la factoría Heinkel para realizar un entrenamiento de conversión, que fue lento debido a la naturaleza avanzada del He 112, en comparación con sus cazas PZL P.11. Cuando se completó el entrenamiento, los pilotos regresaron a casa pilotando sus nuevos aviones. Dos de los aviones se perdieron, uno en un accidente fatal durante el entrenamiento en Alemania el 7 de septiembre, y otro sufrió daños menores al aterrizar en su vuelo de entrega; fue reparado por la Societatea Pentru Exploatări Tehnice (SET) en Rumania. Cuando comenzaron a llegar los primeros aviones, se probaron de forma competitiva con el prototipo IAR 80 diseñado localmente; este interesante y poco conocido avión demostró ser superior al He 112B en casi todos los aspectos. Al mismo tiempo, los vuelos de pruebas revelaron una serie de desventajas del He 112, en particular la falta de potencia del motor y la baja velocidad. El resultado de ello fue que se ordenó la producción inmediata del IAR.80 y se cancelaron los pedidos de cualquier He 112 adicional. Con ellos se formaron las escuadrillas 10 y 11 en el Grupul 5 vânãtoare (5.º Grupo de caza), responsable de la defensa de Bucarest, que en octubre fueron renombrados como los escuadrones 51.º y 52.º Durante los problemas con Hungría, el 51.º se desplegó en Transilvania. Los Junkers Ju 86 y He 70 húngaros comenzaron a realizar vuelos de reconocimiento sobre territorio rumano. Los repetidos intentos de interceptarlos fallaron debido a la baja velocidad del He 112. El 27 de agosto, el Locotenent (Teniente) Nicolae Polizu-Micșunești, volando sobre territorio húngaro, se encontró con un bombardero Caproni Ca.135bis que volaba en una misión de entrenamiento. Varios de sus disparos de 20 mm alcanzaron al bombardero, que fue derribado sobre la base aérea húngara de Debrecen, hogar de los He 112 húngaros. Polizu se convirtió en el primer rumano en derribar un avión en combate aéreo.
Cuando Alemania se preparó para invadir la URSS en 1941, Rumania se unió a ella en un esfuerzo por recuperar los territorios perdidos el año anterior. Las FARR se hicieron parte de la Luftflotte 4, y en preparación para la invasión, el Grupul 5 Vânătoare fue enviado a Moldavia. En ese momento, 24 de los He 112 estaban en condiciones de volar. Tres quedaron en su base de operaciones en Pipera para completar las reparaciones, otros dos se perdieron en accidentes y se desconoce el destino de los demás. Para 1943, el IAR.80 ya no era competitivo y las FARR comenzaron un movimiento atrasado hacia un caza más nuevo. El caza en este caso fue el Bf 109G. Los He 112 se encontraron finalmente siendo utilizados activamente en funciones de entrenamiento. El motor lineal y el diseño general de los diseños alemanes se consideraron lo suficientemente similares como para que fueran útiles en esta función y, como resultado, los He 112 quedaron bajo el control del Corpul 3 Aerian (3.er Cuerpo Aéreo). Varios He 112 más fueron destruidos en accidentes durante este tiempo. Siguió ejerciendo este papel hasta finales de 1944, incluso después de que Rumanía cambiara de bando y se uniera a los Aliados. 

### Hungría

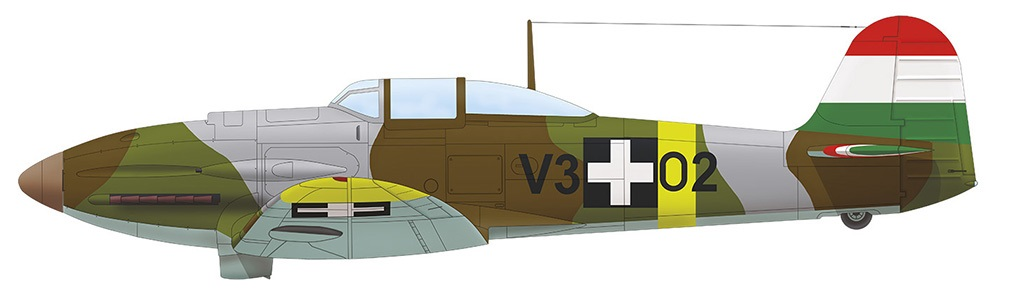
He 112E (V3 + 02) de la Real Fuerza Aérea Húngara, 1942.

La delegación militar húngara que estuvo en España durante la guerra civil observó en acción el relativamente nuevo caza Heinkel He 112 e inmediatamente se interesó por él. En junio de 1938, un grupo militar disfrazado de delegación civil visitó la empresa de Heinkel. Tres pilotos húngaros tuvieron la oportunidad de probar en vuelo el avión He 112 V9. Quedaron muy impresionados e instaron a los oficiales del ejército húngaro a adoptar este avión. Como era de esperar, basándose en el brillante informe, el Hadügyminisztérium ( Ministerio de Asuntos de Guerra).
Hungría realizó a Heinkel un pedido de treinta y seis He 112; sin embargo, un único He 112 V9 fue entregado a Hungría y se utilizó para pruebas de vuelo cerca de Budapest. El 5 de febrero de 1939 se estrelló durante un vuelo de prueba contra un caza biplano Fiat CR-32; finalmente, solo un He 112B-1 y dos He 112B-1/U2 fueron entregados con mucho retraso por parte de Alemania en 1939. Después de completar su período de pruebas, los tres He 112 fueron asignados a diferentes unidades de combate. Durante el verano de 1940, la tensión entre Rumania y Hungría por Transilvania aumentó, y el 21 de agosto, los tres He 112B fueron enviados a la base de Debrecen para defender la línea de ferrocarril entre Bekescsaba-Debrecen. La siguiente acción de los He 112 húngaros tuvo lugar durante la Invasión de Yugoslavia en abril de 1941. Los Heinkel se desplegaron en una base del sur, cerca de la frontera con Yugoslavia, pero no tomaron parte activa en la lucha.
Cuando comenzó la guerra contra la URSS, los He 112 habían sido asignados a funciones de entrenamiento, sin embargo, se les asignó oficialmente la defensa aérea de la factoría Weiss Manfred Repuloger es Motorgyar (Fábrica de Motores y Aeronaves Manfred Weiss) en Budapest-Csepel. Debido a la falta de repuestos, los Heinkel supervivientes probablemente fueron destruidos durante los masivos ataques aéreos estadounidenses en el verano de 1944.

### España
Aparte de los utilizados por la Legión Cóndor en el transcurso de la Guerra Civil, el bando Nacional se interesó por este tipo de avión de caza, y encargó 17 unidades de la serie He 112B. Los dos primeros llegaron en noviembre de 1938, a los que siguieron otros seis aparatos en enero de 1939, y con ellos se formó el Grupo Mixto 5-G-5. Otros nueve aparatos fueron adquiridos después de finalizada la Guerra Civil. Previamente se había evaluado favorablemente un prototipo similar, el He 112 V9 (de los dos que voló la VJ/88 de la Legión Cóndor) por el comandante Joaquín García-Morato. Finalizada la GCE, los He 112B supervivientes (a los que se les unió el último lote de cuatro aparatos a finales de año, matriculados como 5-66 a 5-69) son destinados al aeródromo de Tauima en Nador, junto a Melilla, y destinados al Grupo Mixto de Caza n.º 2, formando plantilla con los Fiat G.50; su traslado termina en abril de 1940. En aquel momento, estos aviones eran el material más moderno (junto a algunos Bf 109E) con que contaba el Ejército del Aire.
Fue también un He 112B-2 perteneciente al Ejército del Aire el que tomó parte en el incidente del río Muluya, cuando el 3 de marzo de 1943 dicho aparato, pilotado por el entonces teniente Miguel Entrena Klett, ametralló a un P-38F-1 estadounidense. Aquel día, el sistema de defensa y alerta pasiva avisó al aeródromo de Nador de que una formación de once cazas pesados Lockheed P-38 de las USAAF, procedentes de Argelia, se dirigía hacia el espacio aéreo del Protectorado español de Marruecos y autorizó a Entrena Klett para interceptarlos con su He 112B, matrícula 5-68, perteneciente a la 1.ª Escuadrilla del Grupo 27. Entrena, que había sido profesor en la Escuela de Caza de Morón, despegó a eso de las 11:00 y con la máxima rapidez posible tomó altura, hasta alcanzar los 3500 m, situación en la que esperó a que se acercase la formación norteamericana. Las aeronaves  pertenecían al 14th Fighter Group de las USAAF y volaban en formación de “pescadilla” (es decir, con los aviones en fila india, muy utilizada en instrucción, en algunos tipos de ataque a objetivos terrestres y en ciertas fases del vuelo, como son los despegues y aterrizajes) y una vez que pasaron por debajo del Heinkel, Entrena trepó 500 m más, realizó un viraje para tener el sol de espalda y a continuación picó el morro de su avión y se lanzó sobre la formación disparando sus dos cañones MG FF de 20 mm contra uno de los aviones. Entrena pudo ver como uno de los motores del P-38 comenzaba a despedir aceite y humo y se detenía. Situándose a su lado, el piloto español hizo señas al norteamericano para que saltase en paracaídas, pero éste hizo caso omiso (la intención de Entrena era el derribo del aparato y apuntarse un tanto) pero el piloto del P-38F-1 soltó sus depósitos de combustible auxiliares (que posteriormente fueron recuperados con varios impactos de 20 mm, cerca del acuartelamiento del Regimiento de Regulares de Alhucemas n.º 5, próximo a Segangán, y trasladados a Nador) y siguió volando, planeando como pudo hasta tomar tierra junto al río Muluya, frontera natural entre los actuales Argelia y Marruecos, con solo parte del tren de aterrizaje desplegado, pero sin llegar a estrellarse. Entrena Klett regresó a Nador sin mayor novedad. Al día siguiente, tropas estadounidenses recuperaban el avión sin mayores contratiempos. Verdaderamente podría haberse iniciado un grave incidente diplomático (como recuerda el propio Entrena Klett: el comandante Miguel Guerrero, Jefe del grupo 27 textualmente me dijo “en buen lío acabas de meternos, Entrena”). Así que, al día siguiente, 4 de marzo, cuando cazas norteamericanos en varias formaciones y de manera claramente desafiante, sobrevolaron agresivamente el campo de aviación de Nador, los aviones españoles no respondieron, por expresa indicación del gobierno español. En las jornadas siguientes, la diplomacia española le fue quitando importancia al asunto que, al final, quedó en un simple e incómodo incidente. Madrid autorizaba únicamente a disparar a los aviones extranjeros tan solo en el caso de ser atacados primero. Y es que verdaderamente no estaba España para iniciar ningún conflicto con los aliados y menos aún en aquellas fechas, en las que las cosas no sonreían ni mucho menos a Alemania. Así que, siguiendo las máximas de la prudencia y no deseando meterse en camisa de once varas, España "permitió" que los aliados cruzasen su espacio aéreo, no fuera a ser que en breve no tuviera espacio que guardar.
En 1952 fue dado de baja el último He 112B del Ejército del Aire, siendo el último He 112B operativo de la historia.

## Operadores
Alemania
- Luftwaffe
- Legión Cóndor

 España
- Ejército del Aire de España

 Hungría
- Real Fuerza Aérea Húngara

 Japón
- Servicio Aéreo de la Armada Imperial Japonesa

 Rumania
- Real Fuerza Aérea Rumana

## Especificaciones (He 112A-0 V4)
Referencia datos: Messerschmitt Bf 109: The Design and Operational History, Kites, Birds & Stuff – Aircraft of GERMANY – E to H, Aircraft of the Luftwaffe, 1935–1945: An Illustrated Guide

### Características generales
- Tripulación: Uno (piloto)
- Longitud: 9 m (29,5 ft)
- Envergadura: 11,5 m (37,7 ft)
- Altura: 3,7 m (12,1 ft)
- Superficie alar: 23,2 m² (249,7 ft²)
- Peso vacío: 1680 kg (3702,7 lb)
- Planta motriz: 1× motor lineal V12 invertido y refrigerado por líquido Junkers Jumo 210Da.
  - Potencia: 493 kW (680 HP; 670 CV)

### Rendimiento
- Velocidad máxima operativa (Vno): 488 km/h (303 MPH; 263 kt)
- Alcance: 1100 km (594 nmi; 684 mi)
- Techo de vuelo: 8000 m (26 247 ft)
- Carga alar: 102,5 kg/m² (21 lb/ft²)

### Armamento
- Ametralladoras: 

  - 3x MG 17 de 7,92 mm montadas en la cubierta del motor

### Características generales
- Tripulación: Uno (piloto)
- Longitud: 9,2 m (30,2 ft)
- Envergadura: 9,1 m (29,8 ft)
- Altura: 3,8 m (12,5 ft)
- Superficie alar: 17 m² (183 ft²)
- Peso vacío: 1620 kg (3570,5 lb)
- Peso máximo al despegue: 2248 kg (4954,6 lb)
- Planta motriz: 1× motor lineal V12 invertido de inyección directa y refrigerado por líquido Junkers Jumo 210Ga.
  - Potencia: 534 kW (736 HP; 726 CV)

### Rendimiento
- Velocidad nunca excedida (Vne): 510 km/h (317 MPH; 275 kt)
- Velocidad crucero (Vc): 484 km/h (301 MPH; 261 kt)
- Alcance: 1150 km (621 nmi; 715 mi)
- Techo de vuelo: 9500 m (31 168 ft)
- Carga alar: 132 kg/m² (27 lb/ft²)

### Armamento
- Ametralladoras: 

  - 2x MG 17 de 7,92 mm con 500 dpa en ambos lados de la cubierta del motor

- Cañones: 

  - 2x MG FF de 20 mm con 60 dpa en las alas

## Aeronaves relacionadas

### Aeronaves similares
- Heinkel He 100
- Messerschmitt Bf 109
- Curtiss P-40
- Morane-Saulnier M.S.406
- Hawker Hurricane
- Supermarine Spitfire
- Lavochkin LaGG-3
- Mikoyan-Gurevich MiG-1
- Yakovlev Yak-1
- Rogožarski IK-3

### Secuencias de designación
- Secuencia He _ (designaciones del RLM para Heinkel): ← He 74 - He 100 - He 111 - He 112 - He 113 - He 114 - He 115 →
- Secuencia Numérica (designaciones del RLM 1933-1945): ← Bf 109/Bf 109R - Bf 110 - He 111/He 111U - He 112 - He 113 - He 114 - He 115 →
- Secuencia Numérica (Aeronaves del Ejército del Aire español, 1939-1945): ← 2W - 3 - 4W - 5 - 5W - 6 - 7 →
- Secuencia C._ (Aeronaves de Caza del Ejército del Aire español, 1945-1954): C.1 - C.2 - C.3 - C.4 - C.5 - C.6 →
- Secuencia A__ (Cazas embarcados de la Armada japonesa): ← A4N - A5M - A6M - A7He -A7M - A8V - AXB →